# 6 de Setembro
6 de Setembro is een voetbalclub in Sao Tomé en Principe. De club speelt in de eilandcompetitie van Sao Tomé, waarvan de kampioen deelneemt aan het voetbalkampioenschap van Sao Tomé en Principe, de eindronde om de landstitel. Zoals de volledige naam 'Desportivo Militar 6 de Setembro' al doet vermoeden is het de voetbalclub van het leger.
In 1988 won de club drie hoofdprijzen, het eilandkampioenschap, het landskampioenschap en de nationale beker; in 1990 werd de bekerfinale verloren. In het begin van de 21e eeuw was de club een beetje weggezakt en speelde op het tweede niveau, maar in het seizoen 2009/10 werd een grote comeback gemaakt. 6 de Setembro werd tweede in de eindstand van het eilandkampioenschap en won bovendien de beker. Overigens stond met nog één speelronde te gaan 6 de Setembro nog op de eerste plaats, maar de slotwedstrijd werd met 3–0 verloren, nota bene van rode lantaarn Andorinha.
Anno 2014 is de club niet langer in de competitie te vinden.

## Erelijst
Landskampioen1988
Eilandkampioen1988
Bekerwinnaar1988, 2009/10
Eerste niveau: FC Aliança Nacional · Bairros Unidos FC · UD Correia · Folha Fede · Juba Diogo Simão · FC Neves · Praia Cruz · UDRA · Vitória FC · Santana FC
Tweede niveau: Agrosport · Amador · Guadalupe · Inter Bom-Bom · Desportivo Marítimo · Kê Morabeza · Oque d'El Rei · Porto Alegre · Ribeira Peixe · Trindade FC
Derde niveau: Andorinha Sport Club · Boavista · Desportivo Conde · Cruz Vermelha · Diogo Vaz · Otótó · Santa Margarida · Sporting São Tomé · UDESCAI · Varzim FC
Voormalige clubs: 6 de Setembro · Bela Vista · Os Dinâmicos ·  Palmar